# Хультен, Понтус
Понтус Хульте́н (также Хюльтен, швед. Karl Gunnar Vougt Pontus Hultén; 21 июня 1924, Стокгольм — 26 октября 2006, Швеция) — шведский коллекционер произведений искусства, куратор. Считается одним из наиболее выдающихся музейных специалистов XX века. Был первым главой Музея современного искусства Стокгольма, участвовал в создании Центра Помпиду в Париже, где занимал пост директора с 1974—1981.

## Биография
Понтус Хультен родился в Стокгольме в семье биолога Эрика Хультена, изучал историю искусств в Стокгольмском университете и в течение 1950-х годов был куратором маленькой художественной галереи и организовывал показы фильмов. В 1958 году он курировал выставку Конструктивный дизайн (Constructivist Design) во французской галерее Galerie Lambert Weyl.

### Музей современного искусства
В 1960 году Понтус Хультен был назначен главой Музея современного искусства Стокгольма. Под руководством Хультена музей стал одним из наиболее динамичных институций современного искусства 1960-х годов. Во время нахождения Понтуса Хультена в должности, музей сыграл конструктивную роль в преодолении разрыва между Европой и Америкой, здесь организовывались многочисленные выставки с работами ранних современных художников, таких как Ван Гог, модернисты Пауль Клее, Рене Магритт, Джексон Поллок и Василий Кандинский и шведских художников Свена Эриксона, Брора Хьорта и Сигрид Йертен. Хультен организовывал тематические выставки, включая такую, как 4 американца (4 Americans) в 1962 году с художниками поп арта Робертом Раушенбергом и Джаспером Джонсом, курировал персональные выставки Класа Ольденбурга, Энди Уорхола и Эдварда Кинхольца. Таким образом, в 1964 Понтус Хультен одним из первых в Европе представил американский поп-арта. Хультена пригласили курировать выставку в Нью-Йоркском Музее современного искусства в 1968 году, темой которой стало исследование машины в искусстве, фотографии и промышленном дизайне.
В 1963—1964 годах Понтусу Хультену удалось уговорить шведское правительство выделить средства на расширение коллекции музея. Были приобретены работы Людвига Кирхнера, Макса Эрнста, Жоана Миро, Сальвадора Дали, Пита Мондриана, Пабло Пикассо. Музей получил международную известность в 1966 году после проведения выставки Она — Собор (She — the Cathedral), которая состояла из гигантской скульптуры откинувшейся женщины, утроба которой стало входом для посетителей, и внутри которой посетители могли наблюдать различные объекты. Авторами скульптуры стали Ники де Сен-Фалль, Жан Тенгели и сам Понтус Хультен. В 1968 году состоялась первая выставка ретроспектива Энди Уорхола.

### Центр Помпиду
В 1973 году Хультен покидает Стокгольм, чтобы занять пост директора Центра Помпиду в Париже. Начиная с 1977 года Понтус Хультен организует масштабные проекты, в которых показывает, как можно создавать историю искусства через связи между художественными столицами: Париж-Берлин, Париж-Москва, Париж-Нью-Йорк, Париж-Париж. На выставках были представлены не только объекты конструктивизма и поп-арта, но и кино, постеры, документация, а также воссоздавались выставочные пространства прошлого, такие как Салон Гертруды Стайн.